# 默里什冰川
71°2′S 61°45′W / 71.033°S 61.750°W
默里什冰川（英語：Murrish Glacier），是南極洲的冰川，位於帕爾默地東部，全長28公里，流經斯托克頓峰和阿本德羅思峰，最終與蓋恩冰川匯流，現時由南極條約體系管理。